# Парламент Гаити
Парламент Гаити (фр. Parlement Haïtien) — законодательный орган Гаити. Расположен в столице Гаити Порт-о-Пренс. Парламент является двухпалатным и включает верхнюю палату Сенат и нижнюю Палату депутатов.

## Палаты парламента

### Сенат
Сенат является верхней палатой парламента Гаити. С 2003 года в него входят 30 сенаторов, по три сенатора от каждого из десяти департаментов страны. Сенаторы избираются на 6 лет, при этом каждые 2 года проходят перевыборы трети членов Сената.

### Палата депутатов
В нижнюю палату парламента Гаити Палату депутатов входят 99 членов. Депутаты избираются на 4 года в ходе всеобщих выборов.

## Национальное собрание
Национальное собрание (фр. Assemblée Nationale) — совместное заседание обеих палат парламента, осуществляемое для особых целей, предусмотренных Конституцией Гаити.
На Национальном собрании председательствует президент Сената, президент Палаты депутатов помогает ему в ходе проведения заседания. Секретари обеих палат являются одновременно секретарями Национального собрания.
Здание Национального собрания было полностью разрушено во время землетрясения 2010 года. Заседания проходят во временном здании, построенном на фонды, выделенные Агентством США по международному развитию. Новое здание, которое будет вмещать обе палаты парламента, Национальное собрание и парламентскую библиотеку, находится в процессе строительства.